# Бонемерсе
Бонемерсе (итал. Bonemerse) је насеље у Италији у округу Кремона, региону Ломбардија.
Према процени из 2011. у насељу је живело 1282 становника. Насеље се налази на надморској висини од 41 м.

## Становништво
| 1931. | 1936. | 1951. | 1961. | 1971. | 1981. | 1991. | 2001. | 2011. |
| ----- | ----- | ----- | ----- | ----- | ----- | ----- | ----- | ----- |
| 1.195 | 1.232 | 1.158 | 882   | 604   | 729   | 921   | 1.104 | 1.485 |